# Batalla de Málaga (1704)
La batalla de Vélez-Málaga fue el mayor combate naval de la guerra de sucesión española y se libró frente a las costas de Málaga, el día 24 de agosto de 1704, entre la flota hispano-francesa del conde de Toulouse, el joven Luis Alejandro de Borbón y el almirante Victor-Marie d'Estrées por la parte francesa y la escuadra española en la zona de Málaga al mando del Conde de Foncalada Gutiérrez de Meneses Luna y Zapata y la anglo-holandesa del almirante George Rooke. 
Acabó con victoria táctica hispano-francesa, pero desde un punto de vista estratégico, los británicos mantuvieron el dominio de Gibraltar, objetivo de la flota enemiga.

## Antecedentes
Una escuadra anglo-holandesa desembarcó cuatro mil hombres tras bombardear Gibraltar desde el 4 de agosto de 1704. La menguada guarnición de setenta soldados acabó capitulando y los atacantes se hicieron con la plaza.
Dada su importancia estratégica debida al control que permitía del acceso al mar Mediterráneo occidental, los franceses decidieron reunir una gran armada para retomar la población una vez que el primer asedio —realizado de febrero a abril de 1705— fracasó por el continuo auxilio que la plaza recibía por mar.
En Tolón, importante base naval francesa en el Mediterráneo, se aprestó una gran flota al mando del joven Luis Alejandro de Borbón, hijo natural de Luis XIV, que gozó del consejo del veterano almirante D'Estrées.
En  la zona de Málaga se reúne con una escuadra española al mando del Conde de Foncalada Gutiérrez de Meneses Luna y Zapata.
La flota hispano-francesa contaba con: 51 navíos de línea, seis fragatas, ocho brulotes y doce galeras, que sumaban un total de 3577 cañones y 24.277 hombres. Parte de las galeras eran de procedencia genovesa y otras, españolas.
Por su parte, La flota anglo-holandesa consistía en 53 navíos, seis fragatas y siete bombardas, con un total de 3577 cañones y un total de 22.543 hombres

## La batalla
Apenas una semana después de haber tomado Gibraltar, Rooke recibió un aviso del espionaje británico de que una gran flota francesa se aproximaba. Dejando la mitad de sus infantes de marina para defender la nueva plaza conquistada, partió de inmediato con toda la flota anglo-holandesa para enfrentarse a la hispano-francesa. La escuadra francesa había salido de Tolón y en Málaga se habían unido a ella la escuadra española en la zona de Málaga al mando del Conde de Foncalada Gutiérrez de Meneses Luna y Zapata.
Al poco de zarpar de Málaga el 24 de agosto, los hispano-franceses avistaron la flota enemiga, con la que trabaron combate a la altura de Torre del Mar (Vélez-Málaga), en torno a las diez de la mañana. Las dos armadas se dividieron en tres grupos y trataron de flanquearse mutuamente. El combate duró once horas; alrededor de las ocho de la tarde, cuando comenzaba a oscurecer, las dos escuadras aprovecharon para alejarse. Para entonces, a los anglo-holandeses se les había empezado a acabar la munición. Los mandos franceses, a pesar del brío del joven de Toulouse que deseaba perseguir al enemigo, optaron por retirarse también.

## Resultado
El resultado del combate fue ambiguo, sin una victoria clara de ninguno de los bandos. Ninguno de los dos logró hundir ni apresar buques del enemigo, pero la lucha les causó a ambos numerosas bajas. 
Los hispano-franceses sufrieron 1500 muertos y los anglo-holandeses tuvieron 2721 bajas, entre muertos y heridos.
A lo largo del día, la flota hispano-francesa se mantuvo a distancia de la flota aliada. A la mañana siguiente, los hispano-franceses habían desaparecido. Rooke temió que la flota enemiga le hubiera sobrepasado por la noche y hubiera llegado a Gibraltar. En realidad, los franceses volvieron a Tolón y proclamaron haber obtenido una gran victoria naval. Los dos bandos se proclamaron vencedores del choque y hubo celebraciones por la supuesta victoria tanto en la capital británica como en la francesa. Los hispano-franceses habían logrado romper parte de la línea enemiga, pero decidieron no perseguir a la flota adversaria cuando esta emprendió la retirada. En la práctica, resultó una victoria estratégica para los aliados, ya que desde ese momento la flota francesa no volvió a enzarzarse en otra batalla naval de envergadura en lo que restó de guerra y los británicos conservaron el peñón de Gibraltar.
En esta batalla participó (y perdió una pierna) siendo un muchacho Blas de Lezo Olavarrieta, que luego sería almirante de la Armada Española.